# Iisaavaraq Petrussen
Iisaavaraq Petrussen (nach alter Rechtschreibung Îsâvaraĸ; * 21. August 1960 in Kangaamiut) ist ein grönländischer Musiker.

## Leben
Iisaavaraq Petrussen ließ sich bis 1986 am Ilinniarfissuaq zum Lehrer ausbilden. Anschließend arbeitete er als Lehrer, Naturguide und Kinderheimleiter.
Bereits 1983 hatte er die Band Aalut gegründet. Die Band wurde nach dem grönländischen Namen des Künstlers Aron von Kangeq benannt. Seine Texte beziehen sich vor allem auf die grönländische Geschichte, Kultur und Mythologie, während die Musik am ehesten dem Reggae zuzuordnen ist. In den folgenden Jahren war er auch in den Gruppen Pitut, Siarsuit, Inuuneq Nakuuneq, Samma Samma Paffa Paffa und Nuussuaq Band aktiv. Anfang der 1990er Jahre trat er mit der Theatergruppe Silamiut auf. Für sein musikalisches Wirken erhielt er 1992 den Koda Award. 2012 wurde er mit dem Ehrenpreis der Koda Awards ausgezeichnet.
Iisaavaraq Petrussen ist mit Vivi Lynge Petrussen verheiratet. Die Söhne Inunnguaq Petrussen (* 1986) und Gustav Lynge Petrussen (* 1998) sind ebenfalls bekannte Musiker.